# 中国共产党桃源县委员会
中国共产党桃源县委员会（简称中共桃源县委）是中国共产党在湖南省常德市桃源县的领导机关。

## 沿革
1925年冬季，李璨、周维成、罗北海等筹建“中国共产党桃源县组织”，并且帮助建立中国国民党桃源县党部。1926年8月，“中国共产党桃源县支部”秘密建立。1927年8月，“中国共产党桃源县委员会”秘密建立，后因抗日战争中断。
1949年8月12日，中国共产党桃源县委员会再次建立，卢青云出任书记。1969年2月，“中共桃源县革命委员会核心小组”成立，同年12月取消，恢复中国共产党桃源县委员会。

### 反腐败工作
2004年7月，岳阳市中级人民法院判决：彭晋镛有期徒刑16年，剥夺政治权利2年，没收个人财产人民币15万元。
2023年9月20日，汤祚国涉嫌严重违纪违法接受湖南省纪委湖南省监察委员会纪律审查和监察调查。

## 职责
根据《中国共产党地方委员会工作条例》，中国共产党地方委员会主要实行政治、思想和组织领导，承担下列职能：
1. 对本地区重大问题作出决策。
2. 通过法定程序使党组织的主张成为地方性法规、地方政府规章或者其他政令。
3. 加强对本地区宣传思想文化工作的领导，牢牢掌握意识形态工作领导权、话语权。
4. 按照干部管理权限任免和管理干部，向地方国家机关、政协组织、人民团体、国有企事业单位等推荐重要干部。
5. 支持和保证人大、政府、政协、法院、检察院、人民团体等依法依章程独立负责、协调一致地开展工作，发挥这些组织中党组的领导核心作用。
6. 加强对本地区群团工作和统一战线工作的领导。
7. 动员、组织所属党组织和广大党员，团结带领群众实现党的目标任务。

## 历任书记
| 姓名   | 就任日期   | 卸任日期      | 备注        |
| ------ | ---------- | ------------- | ----------- |
| 彭晋镛 | 1990年     | 1995年8月     | [ 6 ]       |
| 胡宗清 | 1995年8月  | 2001年12月    |             |
| 郑弟祥 | 2007年4月  | 2011年5月     |             |
| 龚德汉 | 2011年5月  | 2016年8月     |             |
| 汤祚国 | 2016年7月  | 2017年12月    |             |
| 周代惠 | 2017年12月 | 2020年9月     | [ 7 ]       |
| 庞波   | 2020年9月  | 2023年7月30日 | [ 8 ] [ 9 ] |
| 黄伟雄 | 2023年10月 |               | [ 10 ]      |